# Igor Jakubowski
Igor Pawel Jakubowski (* 6. August 1992 in Żory) ist ein polnischer Profiboxer im Cruisergewicht.
Als Amateur war er EU-Meister 2014, Vize-Europameister 2015 und Olympiateilnehmer 2016 im Schwergewicht.

## Amateurkarriere
Er wurde 2008 Polnischer Kadettenmeister, 2009 und 2010 Polnischer Jugendmeister, 2011 Polnischer Meister im Mittelgewicht, sowie 2012 Polnischer U23-Meister im Halbschwergewicht. Zudem ist er Polnischer U23-Meister im Schwergewicht von 2013, 2014 und 2015, sowie Polnischer Meister im Schwergewicht von 2014 und 2015.
Er gewann im August 2014 die EU-Meisterschaften in Bulgarien gegen József Darmos, Stefan Nikolić, Victor Ialimov und Levan Guledani. Bis Ende 2014 bestritt er rund 150 Kämpfe. Bei den Europameisterschaften 2015 in Bulgarien kam er gegen Christian Demaj, Roman Fress und Nikolajs Grišuņins ins Finale, wo er aufgrund einer Ellbogenverletzung kampflos aussteigen musste und so die Silbermedaille gewann. Sein Finalgegner wäre Jewgeni Tischtschenko gewesen. Zusammen mit dem Mittelgewichtler Tomasz Jabłoński, gewannen sie somit die ersten polnischen Box-EM-Medaillen seit 2008.
Er startete anschließend bei den Weltmeisterschaften 2015 in Doha. Dort schlug er in der Vorrunde Dschahon Qurbonow, schied aber im Achtelfinale gegen Heworh Manukjan aus. Im Juni 2016 gewann er im Schwergewicht überraschend das weltweite Olympiaqualifikationsturnier in Baku. Er schlug dabei den Kroaten Josip Filipi (3:0), Şeyda Keser aus der Türkei (3:0), Abdeljalil Abouhamada aus Marokko (2:1) und Julio Castillo aus Ecuador (3:0).
Bei den Olympischen Spielen 2016 schied er im ersten Kampf gegen den Briten Lawrence Okolie (0:3) aus. Auch bei den Europameisterschaften 2017 schied er im ersten Kampf gegen Ramasan Muslimow aus.

## Profikarriere
Igor Jakubowski gewann sein Profidebüt am 9. November 2018.